# Neodiplothele itabaiana
Espèce
Neodiplothele itabaiana est une espèce d'araignées mygalomorphes de la famille des Barychelidae.

## Distribution
Cette espèce est endémique du Sergipe au Brésil,. Elle se rencontre à Itabaiana.

## Description
Le mâle holotype mesure 12,3 mm et la femelle paratype 15,75 mm.

## Étymologie
Son nom d'espèce lui a été donné en référence au lieu de sa découverte, le parc national de la Serra de Itabaiana.

## Publication originale
- Gonzalez-Filho, Lucas & Brescovit, 2015 : A revision of Neodiplothele (Araneae: Mygalomorphae: Barychelidae). Zoologia (Curitiba), vol. 32, no 3, p. 225-240 (texte intégral).